# روز مورتون
روز مورتون (بالإنجليزية: Rose Morton)‏ هي رياضياتية أمريكية، ولدت في 3 ديسمبر 1925 في كارولاينا الشمالية في الولايات المتحدة، وتوفيت في 12 نوفمبر 1999.